# Benoit Van Outrive

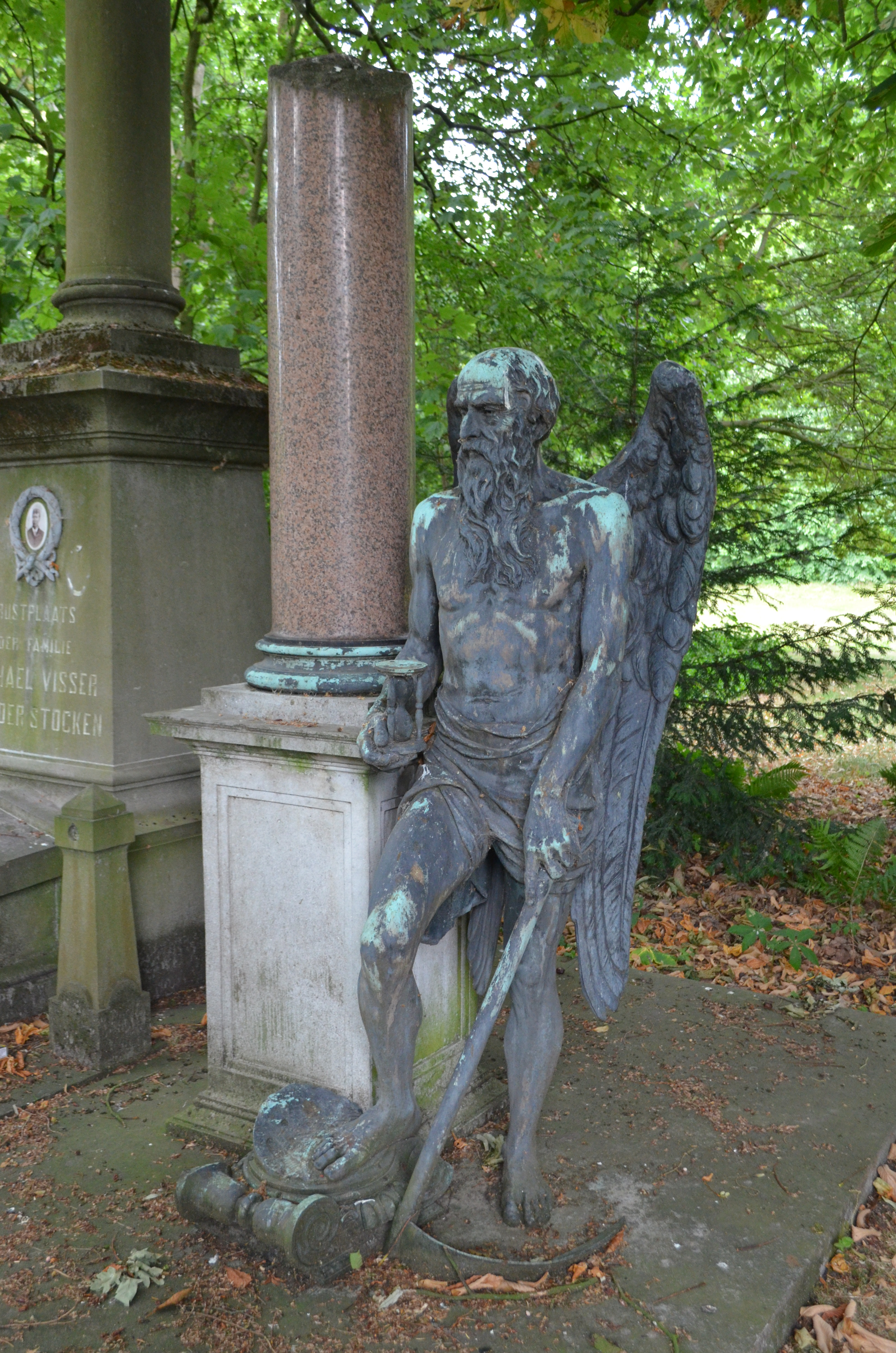
praalgraf van Benoit van Outryve met een bronzen beeld van Chronos, Gent.

Benoit Van Outrive (Kanegem, 1805 - Ruiselede, 30 maart 1881) was een Belgisch liberaal politicus en meer dan 40 jaar lang burgemeester van Ruiselede.

## Levensloop
Van Outrive was een zoon van de burgemeester van Kanegem. Hij bleef ongehuwd.
Na studies rechten en notariaat werd hij notaris in Gullegem (1837-1839) en in Ruiselede (1839 tot aan zijn dood). In Ruiselede werd hij bij de gemeenteraadsverkiezingen van 1840 verkozen tot gemeenteraadslid en benoemd tot burgemeester, een ambt dat hij eveneens bekleedde tot aan zijn dood. In 1842 werd hij verkozen tot West-Vlaams provincieraadslid, een mandaat dat hij vervulde tot in 1868.
Benoit Van Outrive was een overtuigd antiklerikaal en liet zich begraven op de burgerlijke Gentse Westerbegraafplaats, waar hij rust onder een monument ontworpen door kunstenaar Benoit Wante.